# ドミサイル
ドミサイル（domicile）は、個人の属人法に関する概念であり、属人法には人の身分および財産に関する法が含まれる。ドミサイルは国籍とは独立の概念である。ドミサイルは時とともに変わることがあるものの、人は人生のうちのいかなる時点においても、どんな状況下にあっても、一つのドミサイルのみを持つ。常居所（habitual residence）は未来についての意思にあまりよらずに認定されるので、ドミサイルは常居所とも別個の概念である。
ドミサイルは英米法で通常用いられる連結点の一つであり、人はドミサイルを持たない状態に陥ることは決してないし、全ての人は出生時にドミサイルを取得する。一般的にドミサイルは、本源ドミサイル、選択ドミサイル、法の作用によるドミサイル（従属ドミサイルとも呼ぶ）に分けられる。個人のドミサイルを決定するに当たっては、裁判所は自らの法およびドミサイルとは何であるかの理解を適用する。
オーストラリアやニュージーランドといったいくつかの英米法諸国では、ドミサイルの概念は制定法によって改革されている。さらに、カナダの離婚法のもとでは、ドミサイルはある州の裁判所が離婚請求について訴訟管轄を有するかどうかの基礎としてはもはや用いられず、代わりに「一方配偶者が提訴直前に最低1年間ある州に常時居住（habitually resident）しているときは、当該州の裁判所は離婚事件について管轄を有する」と規定されている。ドミサイルは伝統的には個人の属人法を決定するための連結点として最も適切なものと考えられてきたが、英米法諸国におけるその重要性は次第に薄れてきている。

## 他の概念との比較
ドミサイルは「住所」と訳されることがあるが、住所（ドイツ語: Wohnsitz）は「アメリカ合衆国ニューヨーク州ニューヨーク市テリー通り57」のように場所に対する概念であるのに対し、ドミサイルは「アメリカ合衆国ニューヨーク州」のように法域に対する概念であるし、定住意思の要否などの点が異なる。
常居所はハーグ国際私法会議により創出された概念で、人が相当長期にわたって滞在する場所を指す。